# Mistr Alexander
Mistr Alexander byl středověký stavitel. V roce 1505 - 1508 stavěl radnici v Bardejově. Zčásti jeho dílem je pravděpodobně i současně stavěná radnice v Levoči - dispoziční varianta bardejovské radnice. Přišel z dílen, ve kterých si osvojil italské renesanční formy, ale spojoval je ještě do pozdněgotické výrazové skladby.